# HD 199578
HD 199578，又名BD+50 3232，SAO 33001、HR 8022，是一颗恒星，视星等为6.63，位于銀經90.34，銀緯3.73，其B1900.0坐标为赤經20h 53m 4.2s，赤緯+50° 3.73′ 26″。